# Julià Álvaro Prat
Julià Álvaro Prat (Sant Andreu de Llavaneres, 1962) és un periodista i polític ecologista valencià. Ha estat portaveu de VerdsEquo fins al 2018 i Secretari Autonòmic de Medi Ambient i Canvi Climàtic de la Generalitat Valenciana des de 2015 a febrer de 2018.
Julià Álvaro és llicenciat en Ciencies de la Informació per la Universitat Autònoma de Barcelona i en Ciències Polítiques per la Universitat Nacional d'Educació a Distància (UNED) d'Espanya. Treballà a RTVV des de 1989 fins al seu tancament el 2014. Va promoure l'Estut de Redacció i forma part del Consell de Redacció d'RTVV entre 1996 i 2002. Abans treballà a Catalunya Ràdio o a la Televisió de Mataró.
Políticament Àlvaro està vinculat al moviment ecologista. El 2014 én nomenat co-portaveu de Verds-Equo al congrés de fusió entre Els Verds-Esquerra Ecologista (on militava Álvaro) i la plataforma estatal Equo. La nova formació política s'integra dins de la Coalició Compromís on Álvaro també exercí les funcions de co-portaveu.
Amb el Govern del Botànic després de les eleccions valencianes de 2015, Álvaro és nomenat Secretari Autonòmic de Medi Ambient i Canvi Climàtic de la Generalitat Valenciana, amb la independent Elena Cebrián com a consellera d'Agricultura, Medi Ambient, Canvi Climàtic i Desenvolupament Rural, amb qui va mantindre diferències al voltant d'algunes iniciatives polítiques. Finalment Álvaro dimití com a Secretari Autonòmic així com de co-portaveu de Verds-Equo el febrer de 2018.